# Avenal
Avenal est une municipalité du comté de Kings, en Californie, aux États-Unis.
Au recensement de 2013 la ville avait une population totale de 14 225 habitants, dont 4 973 sont placés à la Avenal State Prison. Le reste des résidents travaille surtout pour la prison ou les services qui lui sont liés.
Selon le Bureau de Recensement, sa superficie est de 50,3 km². Elle a été fondée le 4 octobre 1928 après qu'on y a découvert du pétrole, et s'est incorporée en 1978.
Avenal possède un aéroport (Avenal Airport, code AITA : AVE).

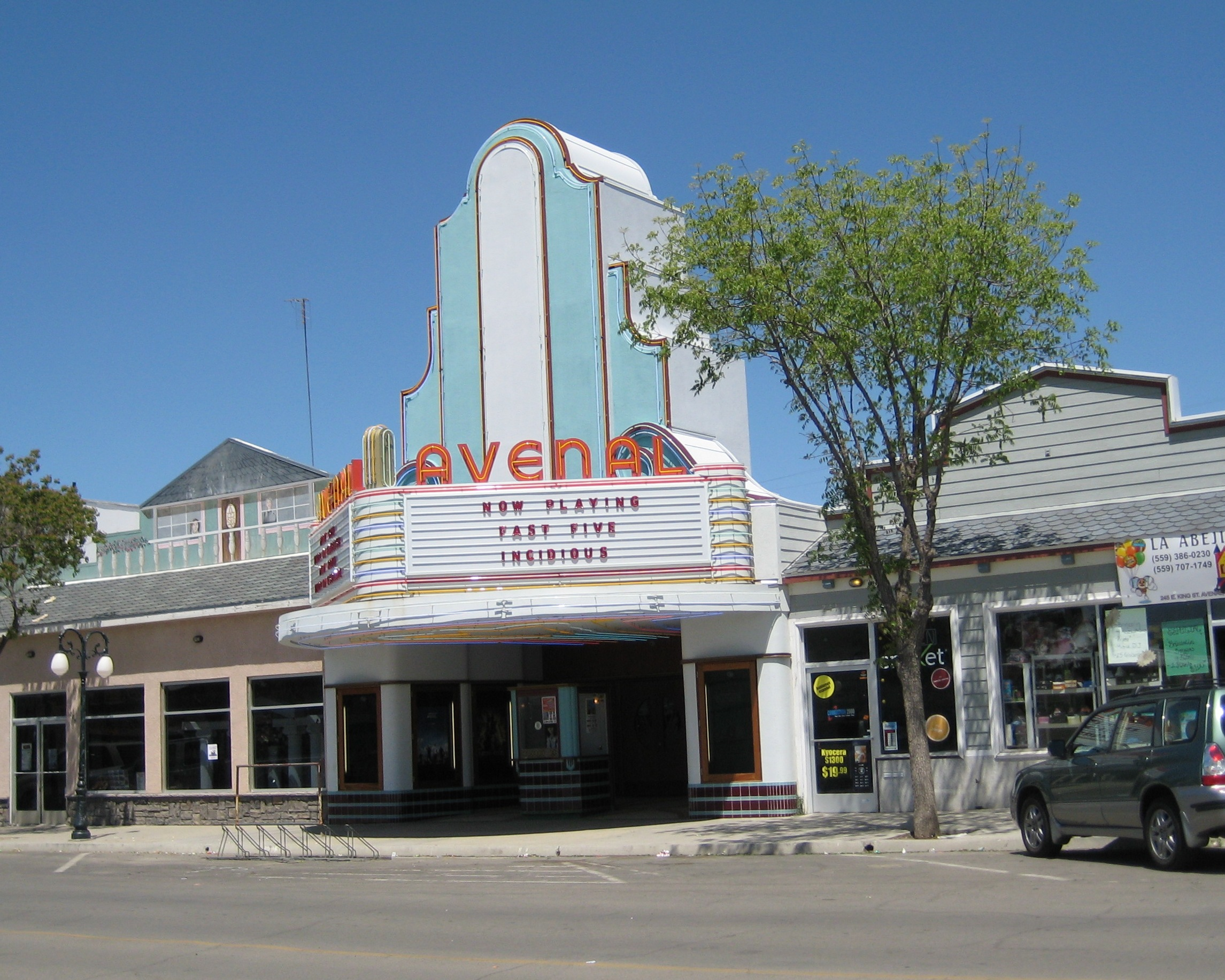
Le Théâtre Avenal en 2011

## Démographie
| 1960  | 1970  | 1980  | 1990  | 2000   | 2010   |
| ----- | ----- | ----- | ----- | ------ | ------ |
| 3 147 | 3 035 | 4 137 | 9 770 | 14 674 | 15 505 |